# Station Lochristi
Station Lochristi is een voormalig spoorwegstation in de Belgische gemeente Lochristi (provincie Oost-Vlaanderen) aan spoorlijn 59 tussen station Beervelde en het inmiddels gesloten station Destelbergen. Het bevond zich in de Burgstraat op ongeveer 3 kilometer van het centrum van Lochristi. De weg naar de Burgstraat toe heette tot 2024 de Stationsstraat, maar werd na de fusie tussen Lochristi en Wachtebeke hernoemd tot Kasseitje.
Naar aanleiding van het IC/IR-plan, dat een algehele sluiting van niet rendabele stations vooropstelde, werden op 3 juni 1984 op spoorlijn 59 de stations Lochristi, Haasdonk, Westakkers, Zeveneken, Beervelde, Destelbergen, Westveld en Oostakker gesloten. In 1988 is een groot deel van het IC/IR-plan teruggedraaid, niettemin bleven de in 1984 gesloten stations langsheen spoorlijn 59 dicht.
Er lag een goederenkoer aan de kant Lokeren met een uitwijkspoor en 2 kopsporen langs een losstraat. Deze werd tot 28 september 1987 bediend.

## Aantal instappende reizigers
De grafiek en tabel geven het gemiddeld aantal instappende reizigers weer op een week-, zater- en zondag.
| Tabel: aantal instappende reizigers station Lochristi | Tabel: aantal instappende reizigers station Lochristi | Tabel: aantal instappende reizigers station Lochristi | Tabel: aantal instappende reizigers station Lochristi |
|                                                       | Weekdag                                               | Zaterdag                                              | Zondag                                                |
| ----------------------------------------------------- | ----------------------------------------------------- | ----------------------------------------------------- | ----------------------------------------------------- |
| 1977                                                  | 49                                                    | 14                                                    | 17                                                    |
| 1978                                                  | 35                                                    | 4                                                     | 5                                                     |
| 1979                                                  | 38                                                    | 4                                                     | 3                                                     |
| 1980                                                  | 27                                                    | 0                                                     | 0                                                     |
| 1981                                                  | 34                                                    | 0                                                     | 0                                                     |
| 1982                                                  | 46                                                    | 0                                                     | 0                                                     |
| 1983                                                  | 37                                                    | 0                                                     | 0                                                     |

## Trivia
Tot 1897 had spoorlijn 59 Gent – Antwerpen in plaats van normaalspoor nog een spoorbreedte van 1151 mm.
0,0: Antwerpen-Berchem ·
4,0: Antwerpen-Zuid ·
7,0: Antwerpen-Linkeroever ·
9,1: Zwijndrecht ·
10,1: Zwijndrecht-Fort ·
12,1: Melsele ·
14,0: Beveren ·
15,1: Haasdonk ·
18,5: Westakkers ·
19,5: Nieuwkerken-Waas ·
22,7: Sint-Niklaas ·
25,3: Sint-Niklaas-West ·
26,2: Valk ·
27,1: Belsele ·
28,7: Sinaai ·
32,0: Heiken ·
35,7: Lokeren ·
38,4: Staakte ·
41,5: Zeveneken ·
43,6: Beervelde ·
46,8: Lochristi ·
49,5: Destelbergen ·
51,2: Westveld ·
53,0: Oostakker ·
?: Gent-Waas ·
55,8: Gent-Dampoort